# Kaoeit
Kaoeit was een koningin van de 11e dynastie van Egypte. Zij regeerde tijdens het Middenrijk aan de zijde van koning (farao) Mentoehotep II ca. 2046 - 1995 v.Chr. Kawit is tot op heden enkel van haar begraafplaats in de Dodentempel van Mentoehotep II gekend.
De vorige Egyptische koningin was mogelijk Neferoe II. Opvolgster van Kaoeit als koningin was waarschijnlijk Tem.
In de dodentempel in Deir el-Bahri zijn zes begraafplaatsen van koninklijke vrouwen teruggevonden. Ze vormen een rij en liggen langs een schacht achter een gedecoreerde cultusruimte. De kapellen zijn verbrokkeld, maar waren aan de buitenkant met reliëfwerk versierd. Daar waren de dames samen met de koning te zien, alleen of bij het drinken van melk. De laatste scène toont een koe, die waarschijnlijk Hathor vertegenwoordigt. De sociale status van de daar begraven vrouwelijke mummies is omstreden, vandaar ook die van Kaoeit. De titel "Koninklijke vrouwe" staat enkel op de grafkapel en niet op de sarcofaag. Daarop is vooral haar titel "Priesteres van Hathor" prominent aanwezig.

## Titels
Van Kaoeit zijn als koninginnentitels bekend:
- ‘‘Koninklijke vrouwe, zijn geliefde’‘  (hmt-nisw meryt.f)
- ‘‘Priesteres van Hathor’‘	(hmt-ntr-hwt-hrw)

## Galerij

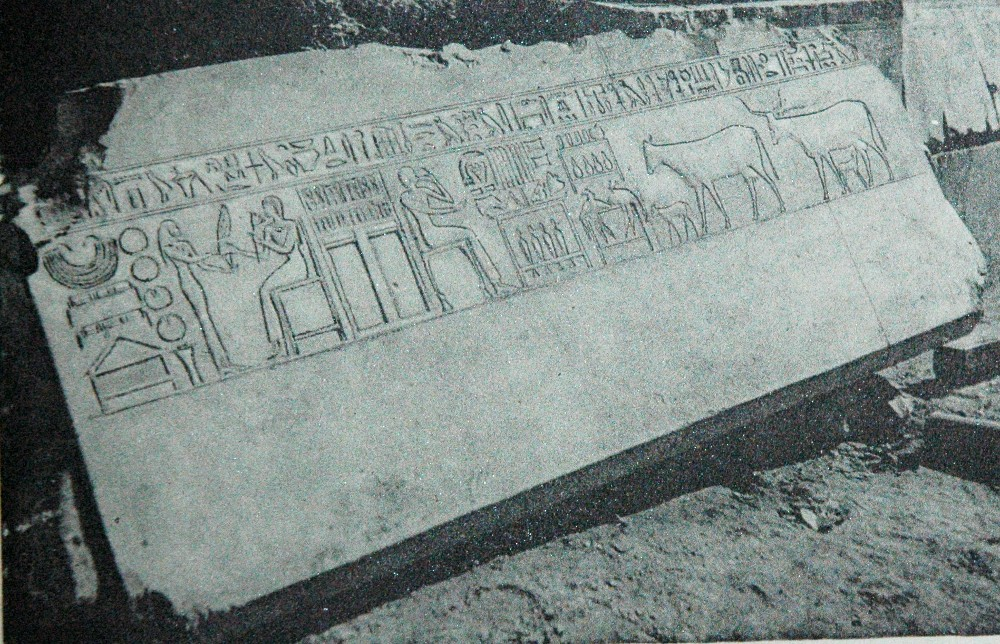
Sarcofaag van Kaoeit
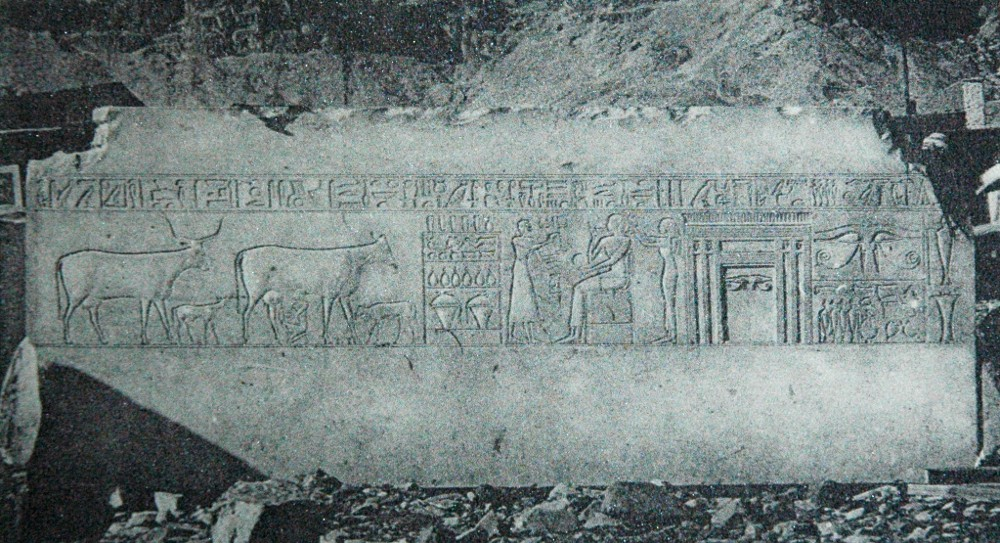
Sarcofaag van Kaoeit